# Armée des volontaires
L’Armée des volontaires (Добровольческая армія selon l'orthographe russe avant 1918) est l’une des premières armées blanches de la guerre civile russe. Elle opéra principalement dans le Sud de la Russie de 1918 à 1920.

## Création
L’Armée des volontaires est créée en novembre-décembre 1917 à Novotcherkassk à l’initiative des généraux Alekseïev et Kornilov après la révolution d'Octobre. Dans un premier temps, l’Armée est formée d’officiers, de cadets (élèves officiers), d’étudiants, de cosaques et de simples soldats. Le 27 décembre 1917 (9 janvier 1918 dans le calendrier grégorien), la création de l’Armée des volontaires fut officiellement annoncée. Alekseïev occupa le poste de commandant suprême, Kornilov devint commandant en chef, le général Loukomsky chef d’État-major, le général Dénikine commandant de la 1re division et le général Markov commandant du 1er régiment d’officiers. Un conseil spécial fut créé au quartier-général et principalement constitué de personnalités politiques comme Pierre Struve, Pavel Milioukov, Mikhaïl Rodzianko, Sergueï Sazonov ou Boris Savinkov.

## Action militaire

### Campagne de glace
Début janvier 1918, l’Armée des volontaires comptait approximativement 4 000 hommes. Elle affronta en diverses batailles l’Armée rouge et reçut l’aide des cosaques de l’ataman Alexeï Kaledine. Fin février, l’Armée dut se retirer de Rostov-sur-le-Don après une percée de l'Armée rouge. Elle fit route vers le Kouban, dans une manœuvre connue sous le nom de « campagne de glace », menée dans un but de réorganisation et d’union avec les cosaques du Kouban (l’armée des cosaques du Don ne souhaitant pas quitter ses terres s’était, elle, engagée dans la campagne de la steppe). Cependant, seule une petite partie des cosaques du Kouban rejoignit l’Armée. Le 26 mars 1918, 3 000 cosaques placés sous le commandement du général Pokrovski se fondirent dans l’Armée, ce qui porta l’effectif total à 6 000 hommes.
Entre le 9 et le 13 avril 1918, l’Armée tenta de prendre la ville d’Ekaterinodar, sans y parvenir, ce qui coûta la vie au général Kornilov tué par un éclat d’obus. Le général Dénikine prit le commandement en chef et fit retraite vers les territoires cosaques du Don. En juin 1918, 3 000 hommes commandés par le colonel Drozdovski rejoignirent l’Armée ce qui porta l’effectif total à entre 8 000 et 9 000 hommes.

### Seconde campagne du Kouban
Le 23 juin, le général Dénikine débuta la seconde campagne du Kouban avec les renforts de l’ataman Krasnov. Elle aboutit à la prise de contrôle par les blancs des territoires entre les mers Noire et Caspienne.
En septembre 1918, l’Armée des volontaires comptait de 30 000  à   35 000 hommes en partie dû à la mobilisation des cosaques du Kouban et aux nombreux éléments anti-bolchéviques venus la renforcer. Le gros des troupes se situant en Ciscaucasie, l’Armée des volontaires fut rebaptisée Armée des volontaires du Caucase.

### Forces armées du Sud de la Russie
À l’automne 1918, les gouvernements anglais, français et américains augmentèrent leur envoi de matériel et de conseillers techniques. L’Armée des volontaires, ainsi que toutes les forces anti-bolchéviques du Sud de la Russie, fusionnèrent au sein des Forces armées du Sud de la Russie sous le commandement du général Dénikine. À la fin 1918-début 1919, l’Armée défit la 11e armée soviétique et s’empara de la Ciscaucasie. L'Armée des volontaires reçut, à la fin de l'année 1918, l'aide des Alliés français, anglais et grecs débarqués à Odessa et Sébastopol. La coordination avec les Alliés était cependant mauvaise, et les Français, qui dirigeaient l'intervention, se rembarquèrent en avril 1919, confrontés à des troubles dans leurs forces. En janvier 1919, l’Armée des volontaires du Caucase fut divisée en deux sections sœurs : l’Armée du Caucase et l’Armée des volontaires, qui plus tard fut rejointe par l’Armée du Don. Après avoir repris le Donbass, Volgograd et Kharkov, Dénikine débuta le 20 juin sa marche vers Moscou. Selon le plan arrêté, la plus grande poussée vers Moscou devait être l'œuvre de l'Armée des volontaires (40 000 hommes) commandée par le général Maï-Maïevski.

## Antisémitisme
Le service de propagande de l'Armée des volontaires, l'Osvag, affirme que « les juifs doivent payer pour tout : pour les révolutions de Février et d'Octobre, pour le bolchevisme et pour les paysans qui ont enlevé leurs terres aux propriétaires. » L'organisation réédite par ailleurs les Protocoles des sages de Sion.
Bien que les troupes de Dénikine ne soient responsables que de 17, 2 % des pogroms selon l'historien Nicolas Werth (la plupart étant le fait des nationalistes ukrainiens ou d'armées rebelles affiliées à aucun camp), les officiers « blancs » félicitent les soldats se livrant à des crimes antisémites, certains d'entre eux touchant même des primes.
L'Armée des volontaires a néanmoins bénéficié de financements de riches juifs : le banquier Abraham Halperine a ainsi versé 800 000 roubles à  l'ataman cosaque Alexeï Kaledine. Le dirigeant sioniste Daniel Pasmanik, président de l'Union des communautés juives de Crimée, appelle à « s'incliner en prières devant l'armée blanche » pour sa « lutte pleine d'abnégation contre les bolcheviques ». À l'étranger, les massacres antisémites inquiètent les bailleurs de fonds européens et américains. Winston Churchill invite Dénikine à « empêcher les meurtres de juifs dans les districts contrôlés par son armée ». Celui-ci n'ose cependant pas affronter ses officiers et se contente de vagues condamnations formelles.

## Fin de l’armée des volontaires
En octobre 1919, les makhnovistes, alliés occasionnels des bolchéviques et sous-estimés par Dénikine, ravagent les bases arrière blanches. Privée de ravitaillement organisé (ni nourriture, ni munitions, ni vêtements d’hiver, etc), l’Armée des volontaires doit battre en retraite. L’Armée rouge entreprend alors une contre-offensive générale. L’Armée blanche de Dénikine subit au début de cette attaque une défaite décisive, et les Volontaires blancs retournent vers la région du Don. Début 1920, l’Armée fut réorganisée et fondue dans un corps de 5 000 hommes placé sous le commandement du général Koutepov. Les 26 et 27 mai, les derniers éléments de l’Armée des volontaires furent évacués de Novorossiïsk vers la Crimée où ils fusionnèrent avec l’Armée du général Wrangel.